# Фінал кубка Англії з футболу 1991
Фінал кубка Англії з футболу 1991 — 110-й фінал найстарішого футбольного кубка у світі. Учасниками фіналу були  «Ноттінгем Форест» і «Тоттенгем Готспур».
Фаворитами двобою вважалися «Тоттенгем Готспур», які на той момент вже були семиразовими володарями Кубка Англії. Перемога у фіналі 1991 року дозволила «Готспур» стати першим в історії англійського футболу восьмиразовим володарем національного кубка.
Основний час матчу завершився унічию 1:1, а у додатковий час переможний для «Тоттенгема» гол забив захисник «Ноттінгема» Дес Волкер, зрізавши м'яч у власні ворота.

## Шлях до фіналу
| «Ноттінгем Форест» | «Ноттінгем Форест» | «Ноттінгем Форест»                                            | Раунд           | «Тоттенгем Готспур» | «Тоттенгем Готспур» | «Тоттенгем Готспур»      |
| ------------------ | ------------------ | ------------------------------------------------------------- | --------------- | ------------------- | ------------------- | ------------------------ |
| Суперник           | Результат          | Матчі                                                         |                 | Суперник            | Результат           | Матчі                    |
| «Крістал Пелес»    | 5-2                | 0-0 на виїзді, 2-2 вдома перегравання, 3-0 вдома перегравання | Третій раунд    | «Блекпул»           | 1-0                 | 1—0 на виїзді            |
| «Ньюкасл Юнайтед»  | 5–2                | 2-2 на виїзді, 3-0 вдома перегравання                         | Четвертий раунд | «Оксфорд Юнайтед»   | 4–2                 | 4—2 вдома                |
| «Саутгемптон»      | 4–2                | 1-1 на виїзді, 3-1 вдома перегравання                         | П'ятий раунд    | «Портсмут»          | 2–1                 | 2—1 на виїзді            |
| «Норвіч Сіті»      | 1–0                | 1-0 на виїзді                                                 | Чвертьфінали    | «Ноттс Каунті»      | 2–1                 | 2—1 вдома                |
| «Вест Гем Юнайтед» | 4–0                | 4–0 на нейтральному полі                                      | Півфінали       | «Арсенал» (Лондон)  | 3–1                 | 3–1 на нейтральному полі |

## Матч
| 18 травня 1991 15:00 BST |

| «Ноттінгем Форест» | 1–2      | «Тоттенгем Готспур»        |
| ------------------ | -------- | -------------------------- |
| Пірс 16'           | Протокол | Стюарт 55' Волкер 94' (аг) |

| Вемблі, Лондон Глядачів: 80 000 Арбітр: Роджер Мілфорд |

| «Ноттінгем Форест» | «Тоттенгем Готспур» |

| ВР               | 1  | Марк Кросслі    |  |      |
| ПЗ               | 2  | Гарі Чарлз      |  |      |
| ЛЗ               | 3  | Стюарт Пірс (к) |  |      |
| ЦЗ               | 4  | Дес Волкер      |  |      |
| ЦЗ               | 5  | Стів Четтл      |  |      |
| ЦПЗ              | 6  | Рой Кін         |  |      |
| ППЗ              | 7  | Гарі Кросбі     |  |      |
| ЦПЗ              | 8  | Гаррі Паркер    |  |      |
| НП               | 9  | Найджел Клаф    |  |      |
| НП               | 10 | Лі Гловер       |  | 108' |
| ЛПЗ              | 11 | Іан Воан        |  | 62'  |
| Запасні:         |    |                 |  |      |
| ЗХ               | 12 | Браян Лоус      |  | 108' |
| ПЗ               | 14 | Стів Годж       |  | 62'  |
| Головний тренер: |    |                 |  |      |
| Браян Клаф       |    |                 |  |      |

| ВР               | 1  | Ерік Торстведт   |  |     |
| ЛЗ               | 2  | Джастін Едінбург |  |     |
| ПЗ               | 3  | Пет Ван Ден Гау  |  |     |
| ЦЗ               | 4  | Стів Седглі      |  |     |
| ЦПЗ              | 5  | Девід Гавеллс    |  |     |
| ЦЗ               | 6  | Гері Меббатт (к) |  |     |
| ЦПЗ              | 7  | Пол Стюарт       |  |     |
| ЦПЗ              | 8  | Пол Гаскойн      |  | 17' |
| ЛПЗ              | 9  | Вінні Семвейс    |  | 82' |
| НП               | 10 | Гарі Лінекер     |  |     |
| ППЗ              | 11 | Пол Аллен        |  |     |
| Запасні:         |    |                  |  |     |
| НП               | 12 | Пол Волш         |  | 82' |
| ПЗ               | 14 | Наїм             |  | 17' |
| Головний тренер: |    |                  |  |     |
| Террі Венейблз   |    |                  |  |     |